# Євпаторійський автобус
Євпаторійський автобус — одна із міських автобусних мереж Автономної Республіки Крим у місті Євпаторія, яка сполучає різні райони міста.

## Історія
Євпаторійський автобус з'явився значно пізніше, ніж трамвай. Після Другої світової війни Євпаторія значно розсунула свої кордони, що зумовило необхідність організації внутрішньоміського автобусного сполучення. Був створений автобусний парк (пізніше — АТП 14311); автобуси охопили все місто, включаючи віддалені райони, а також приміські селища і села. Автобусні маршрути не дублювали трамвайні, і поява автобуса на вулиці паралельно з трамваєм було рідкістю.
У 1990-ті роки, на додаток автобусним маршрутам, почали з'являтися маршрутні таксі. Незабаром маршрутні таксі почали витісняти автобуси, оскільки автобусний парк майже не оновлювався і сильно застарів.
У 2003 році АТП 14311 було закрито, оскільки держава перестала його фінансувати. Майно АТП 14311 було передано підприємству ТОВ «Сервісгаз», яке почало обслуговувати міські маршрути і більшість приміських. На вул. Ескадронній, біля скверу Дружби, була побудована невелика автостанція. Після на базі автостанції була відкрита АЗС для заправки автобусів. Підприємство почало відновлювати автобуси ц закуповувати нові середньої місткості.
У 2009 році ТОВ «Сервісгаз» було визнано банкрутом і припинило перевезення. Станом на 2013 рік міські маршрути в Євпаторії обслуговували приватні перевізники. Загальна кількість маршрутів складала близько 20. Крім того, велика кількість автобусів знаходиться у власності євпаторійських санаторіїв, пансіонатів та інших оздоровчих установ.
У 2010 році містом почали курсувати 2-поверхові екскурсійні автобуси, що стали своєрідною пам'яткою Євпаторії. Водночас на деяких маршрутах ще працюють старі радянські автобуси ЛіАЗ-677, що для сучасних міст є рідкістю.

## Маршрути
| Номер | Кінцева А                  | Маршрут | Кінцева Б          |
| ----- | -------------------------- | --- | ------------------ |
| 1     | ККСМ                       | Екскадорна — Перекопська — Караімська — Інтернаціональна — Фрунзе — Некрасова — просп. Перемоги | Супутник-2         |
| 2     | з/п «Євпаторія-Товарна»    | Ульянова — Піонерська — просп. Леніна — Фрунзе — Некрасова — 60-річчя ВЛКСМ — 9-го травня | Вулиця 9-го травня |
| 4     | Колгоспний ринок           | Ульянова — Піонерська — просп. Леніна — Фрунзе — Демишева — просп. Перемоги — Чапаєва — Чорноморське шосе — Міжквартальний пр. — 51-ї армії                                                                                                  | с. Суворовське     |
| 5     | Колгоспний ринок           | Інтернаціональна — ал. Дружби | ДСОЦ «Маяк»        |
| 6     | Новий пляж                 | Сімферопольська — Караімська — Інтернаціональна — просп. Перемоги — Московська — Маяковського — Полупанова — Київська | вул. Київська      |
| 6а    | Новий пляж                 | Сімферопольська — Караімська — Перекопська — Екскадорна — 2-ї гвардійської армії — Ульянова — Інтернаціональна — Крупської — 60-річчя жовтня — Конституції — 9-го травня — просп. Перемоги — Московська — Маяковського — Полупанова — Кірова | вул. Кірова        |
| 7     | Новий пляж                 | Караімська — Перекопська — Екскадорна — 2-ї гвардійської армії — Конституції — 9-го травня | вул. Крупської     |
| 8     | ККСМ                       | Екскадорна — Перекопська — Караімська — Інтернаціональна — ал. Дружби | ДСОЦ «Маяк»        |
| 8а    | Авіамістечко               | Екскадорна — Перекопська — Караімська — Інтернаціональна — ал. Дружби | ДСОЦ «Маяк»        |
| 9     | Авіамістечко               | 2-ї гвардійської армії — Немічевих — Заводська — Лікарняна — Інтернаціональна — Фрунзе — просп. Леніна — Гоголя — Кірова — Маяковського — Полупанова — 60-річчя ВЛКСМ                                                                        | вул. 9-го травня   |
| 10    | вул. Київська              | Полупанова — Демишева — Фрунзе — просп. Леніна — Токарєва — Некрасова — Фрунзе — Інтернаціональна — Ульянова — Товарна | Торгова база       |
| 11    | Сервісгаз                  | Екскадорна — 2-ї гвардійської армії — Немічевих — Заводська — Лікарняна — Ульянова — Піонерська — просп. Леніна — Фрунзе — Демишева — просп. Перемоги — Чапаєва — Чорноморське шосе — Міжквартальний пр. — 51-ї армії                        | с. Суворовське     |
| 13    | Дачі                       | 51-ї армії — Чапаєва — Конституції — 9-го травня — просп. Перемоги — Некрасова — Токарєва — Інтернаціональна — Ульянова — Піонерська — Белинського                                                                                           | Морпорт            |
| 15    | ККСМ                       | Екскадорна — Перекопська — Караімська — Інтернаціональна — Фрунзе — Некрасова — 60-річчя ВЛКСМ — ал. Дружби | ДСОЦ «Маяк»        |
| 17    | водогрязелікарня «Мойнаки» | Полупанова — 60-річчя ВЛКСМ — 9-го травня — просп. Перемоги — Некрасова — Фрунзе — Інтернаціональна — Караімська — Перекопська — Екскадорна — Роздільнянське шосе                                                                            | с. Каменоломня     |

## Галерея

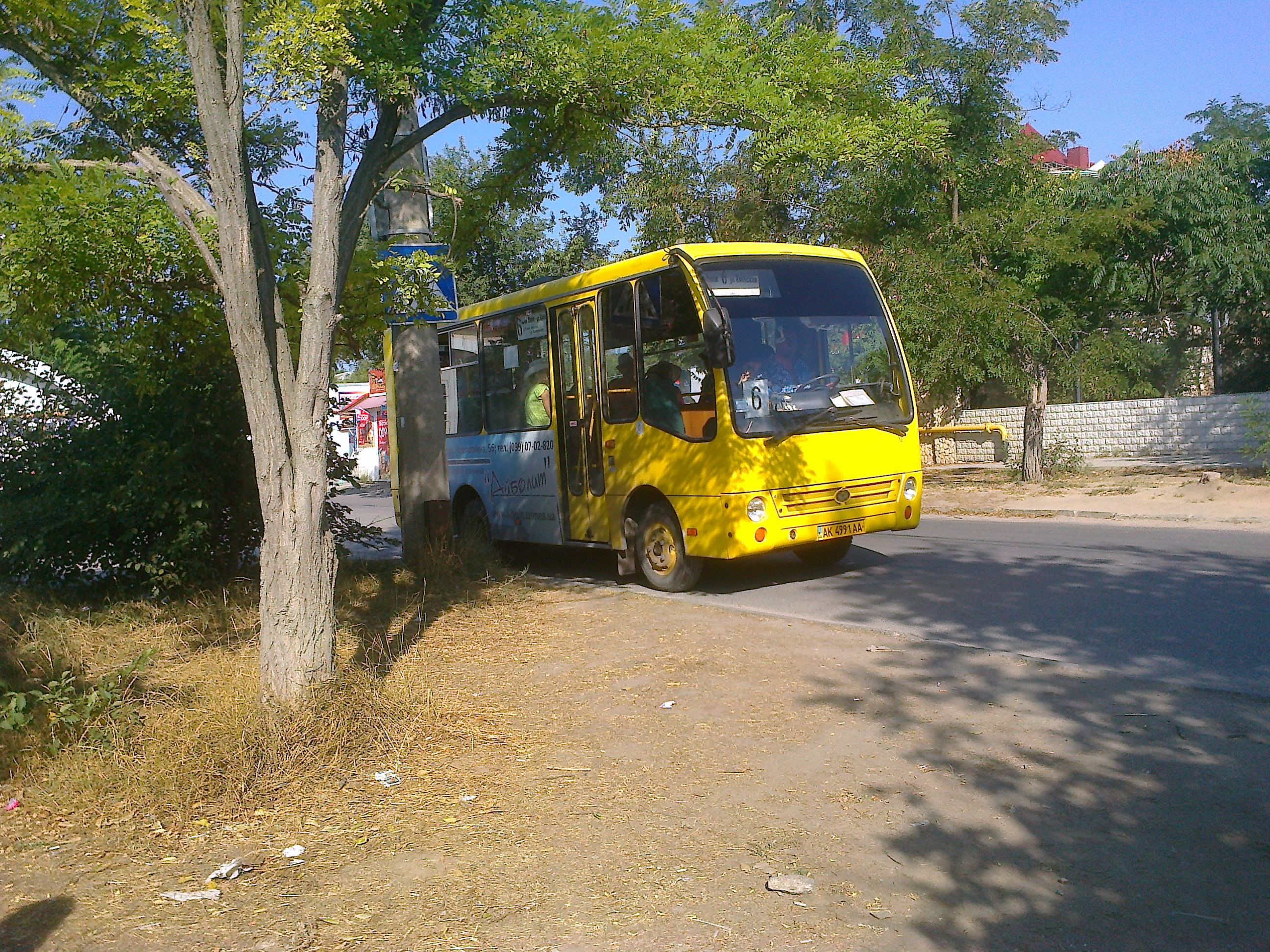
Автобус № 6 на вул. Франка